# Hans Willems
Hans Willems fue un deportista neerlandés que compitió en vela en la clase Finn. Ganó una medalla de bronce en el Campeonato Mundial de Finn de 1963.

## Palmarés internacional
| Campeonato Mundial | Campeonato Mundial       | Campeonato Mundial | Campeonato Mundial |
| Año                | Lugar                    | Medalla            | Clase              |
| ------------------ | ------------------------ | ------------------ | ------------------ |
| 1963               | Medemblik (Países Bajos) | Medalla de bronce  | Finn               |